# Fowtbolayin Akowmb Kotayk Abovian
El FC Kotayk Abovian (o Fowtbolayin Akowmb Kotayk Abovian, en armeni: Ֆուտբոլային Ակումբ Կոտայք Աբովյան), fou un club armeni de futbol de la ciutat d'Abovian.

## Història
El club debutà a la primera divisió armènia el 1992, i és un dels clubs més antics del país. Participà per primer cop a una competició europea el 1996/97, a la Copa de la UEFA. El 2005 adoptà el nom Esteghlal-Kotayk Abovian. El 2006, una crisi financera provocà el seu abandonament de la competició. Els seus colors són vermell, blanc i blau.

## Palmarès
- Lliga armènia de futbol: 4
  - 1967, 1973, 1975, 1976 (època soviètica)

- Copa armènia de futbol: 3
  - 1975, 1976, 1977 (època soviètica)